# سای پالاوی
سای پالاوی (به انگلیسی: Sai Pallavi) (زاده ۹ مهٔ ۱۹۹۲) بازیگر و رقصنده هندی است. از کارهای معروف او می‌توان به بازی در فیلم ماری ۲، پسر طبقه متوسط و ان‌جی‌کی اشاره کرد.
او یکی از محبوب‌ترین و بهترین بازیگران زن هندی است که با اینکه سال‌های زیادی از حضورش در پرده‌های سینما نمی‌گذرد اما خود را به عنوان یکی از بهترین‌ها تثبیت کرده‌است.
او شاید تنها کسی باشد که مخالف زرق و برق و آرایش بازیگران زن هست و خودش نیز با کمترین و حتی بدون آرایش در فیلم‌ها و زندگی شخصی اش ظاهر می‌شود که بسیار قابل ستایش است.
سای به بیماری rosacea مبتلا است که باعث قرمزی گونه، بینی، چانه و پیشانی می‌شود.

## اوایل زندگی و تحصیلات
پالاوی در بخش نیلاگیری از والدین باداگایی زاده شد. او یک خواهر کوچکتر به نام پوجا دارد که به عنوان بازیگر کار کرده‌است. سای در کویمباتور بزرگ شد و آموزش دید.
او یک پزشک است که کارشناسی پزشکی و جراحی خود را در سال ۲۰۱۶ از دانشگاه پزشکی تفلیس در گرجستان اخذ کرد.
با وجود این که با معرفی کردن دانشگاه پزشکی تفلیس توسط شورای پزشکی هند، تحصیلات خود را در این دانشگاه تکمیل کرد اما در هند برای طبابت ثبت نام نکرده‌است.
طبق گفته‌های خودش، او قصد دارد تا بیمارستانی به مدیریت خودش در هند راه بیندازد. او همچنین قبل از ورود به حرفه بازیگری در زمینه رقص فعالیت داشته و بسیار سرشناس است و عناوین مختلفی نیز کسب کرده‌است.

## کارنامه هنری

#### شروع بازیگری
در سال ۲۰۱۵ در حالی که سای مشغول تحصیل در رشته پزشکی در تفلیس بود، آلفونسو پوترون کارگردان مالایالامی به او پیشنهاد بازی در فیلم premam را داد. سای در تعطیلات فیلمبرداری را انجام داد و دوباره به تفلیس برگشت.
او به خاطر ایفای نقش شخصیت مالار در این فیلم جوایز متعددی از جمله بهترین بازیگر تازه‌وارد جشنواره فیلم فیر جنوب و جشنواره siima را از آن خود کرد.
پالاوی به خاطر این نقش آفرینی تحسین منتقدین را نیز برای خود به ارمغان آورد و علاوه بر آن مردم نیز فیلم را بسیار دوست داشتند، به طوری که این فیلم در آن زمان به دومین فیلم پرفروش تاریخ سینمای مالایالامی هند تبدیل شد.
در اواخر سال ۲۰۱۵ سای به مدت یک ماه از دانشگاه مرخصی گرفت تا در دومین فیلم خود به نام kali در کنار بازیگر با استعداد و بی نظیر جنوب یعنی دولکر سلمان بازی کند.
سای به خاطر این نقش نامزد دریافت جایزه بهترین بازیگر زن مالایالامی از جشنواره فیلم فیر جنوب و siima شد.

#### تثبیت جایگاه خود به عنوان بازیگری محبوب و برجسته
در سال ۲۰۱۷ سای به خاطر بازی در فیلم fidaa بالاخره بهترین بازیگر زن تلگو در جشنواره فیلم فیر جنوب شد اما در siima تنها نامزدی برایش به ارمغان آمد.
پس از این فیلم سای پالاوی در فیلمهایی متعددی چون middle class abbayi , diya ,ngk و maari 2 بازی کرد که برای maari 2 برای دومین بار نامزد بهترین بازیگر زن اما این بار در تامیل شد.
اما در سال ۲۰۲۱ او با بازی در فیلم‌های shyam singha roy و love story مورد تحسین همگان قرار گرفت، به طوری که برای هر دو فیلم نامزد جایزه فیلم فیر جنوب شد که برای بازی در love story به او تعلق گرفت و همچنین بهترین بازیگر زن از دیدگاه منتقدین که برای فیلم shyam singha roy به او داده شد. اما بازهم به نامزدی در جشنواره siima راضی شد و دستش به جایزه نرسید.
این تنها بار در تاریخ جشنواره فیلم فیر هست که یک بازیگر زن در یک سال هم جایزه بهترین بازیگر زن و هم جایزه بهترین بازیگر زن از نگاه منتقدین را برنده می‌شود.
در ابتدای سال ۲۰۲۲ سای با بازی در فیلم virata parvam باری دیگر هنر بازیگری اش را به رخ همگان کشید و بازهم همچون سال قبل بهترین اجرای سینمای تلوگو را از آن خود خواهد کرد، طبق معمول سال‌های اخیر بهترین بازیگر زن سینمای تلوگو خواهد شد.
در ادامه سال ۲۰۲۲ اما سای پالاوی بازی در نقش معلمی که پدر۶۰ ساله اش به جرم تجاوز به یک دختر بچه دستگیر می‌شود، می‌درخشد و برای باری دیگر در چند سال اخیر ثابت می‌کند که بهترین بازیگر زن حال حاضر جنوب هند است، بازی او در گارگی بدون شک جزو بهترین نقش آفرینی‌های دو دهه اخیر از بازیگران زن جنوب است و همچنین بهترین عملکرد او تا به این‌جا که موجب تحسین همگان نیز شد و جایزه ananda vikatan که مختص سینمای تامیل است و همچنین جایزه انجمن منتقدین هند را با شکست دادن آلیا بات مال خود کرد.
اینطور که به نظر می‌رسد سای پالاوی در جشنواره فیلم فیر امسال هم سینمای تلوگو و هم تامیل را تحت تأثیر خود قرار دهد و جوایز بسیاری بگیرد.